# Thiébouhans
Thiébouhans ist eine französische Gemeinde mit 245 Einwohnern (Stand: 1. Januar 2022) im Département Doubs in der Region Bourgogne-Franche-Comté.

## Geographie
Thiébouhans liegt auf 805 m, fünf Kilometer nordöstlich von Maîche und etwa 26 Kilometer südlich der Stadt Montbéliard (Luftlinie). Das Dorf erstreckt sich im Jura, im Nordosten des ausgedehnten Hochplateaus von Maîche, am Südfuß der Höhe des Bois des Côtards. Das Gemeindegebiet gehört zum Regionalen Naturpark Doubs-Horloger.
Die Fläche des 5,81 km² großen Gemeindegebiets umfasst einen Abschnitt des französischen Juras. Der Hauptteil des Gebietes wird vom schwach reliefierten Hochplateau von Maîche eingenommen, das durchschnittlich auf 800 m liegt. Es ist überwiegend mit Wies- und Weideland bestanden. Das Plateau besitzt keine oberirdischen Fließgewässer, weil das Niederschlagswasser im verkarsteten Untergrund versickert. Im Norden reicht der Gemeindeboden auf den Höhenrücken des Bois des Côtards (883 m). Nach Südwesten erstreckt sich das Gemeindeareal über die bewaldeten Höhen von Bois des Tranchots und Bois du Roi bis auf den Höhenzug des Mont Miroir, auf dem mit 970 m die höchste Erhebung von Thiébouhans erreicht wird.
Zu Thiébouhans gehören der Weiler La Cité (801 m) am Nordostfuß des Mont Miroir sowie zahlreiche Gehöfte. Nachbargemeinden von Thiébouhans sind Montandon im Norden, Trévillers im Osten, Damprichard, Cernay-l’Église und Maîche im Süden sowie Les Bréseux im Westen.

## Geschichte
Im Mittelalter gehörte Thiébouhans zum Gebiet der Grafschaft La Roche von Saint-Hippolyte. Zusammen mit der Franche-Comté gelangte das Dorf mit dem Frieden von Nimwegen 1678 an Frankreich.

## Bevölkerung
| Jahr                       | 1962 | 1968 | 1975 | 1982 | 1990 | 1999 | 2016 |
| Einwohner                  | 164  | 155  | 139  | 157  | 171  | 185  | 254  |
| Quellen: Cassini und INSEE |      |      |      |      |      |      |      |

Mit 245 Einwohnern (Stand 1. Januar 2022) gehört Thiébouhans zu den kleinen Gemeinden des Départements Doubs. Nachdem die Einwohnerzahl in der ersten Hälfte des 20. Jahrhunderts deutlich abgenommen hatte (1881 wurden noch 232 Personen gezählt), wurde seit Beginn der 1970er Jahre wieder ein leichtes Bevölkerungswachstum verzeichnet.

## Wirtschaft und Infrastruktur
Thiébouhans war bis weit ins 20. Jahrhundert hinein ein vorwiegend durch die Landwirtschaft (Viehzucht und Milchwirtschaft) und die Forstwirtschaft geprägtes Dorf. Daneben gibt es heute einige Betriebe des Kleingewerbes, hauptsächlich in der Holzverarbeitung. Viele Erwerbstätige sind auch Wegpendler, die in den umliegenden größeren Ortschaften ihrer Arbeit nachgehen.
Die Ortschaft liegt abseits der größeren Durchgangsstraßen an einer Departementsstraße, die von Maîche nach Trévillers führt. Weitere Straßenverbindungen bestehen mit Damprichard und Montandon.